# همه چیز درباره مادرم (مجموعه تلویزیونی)
همه چیز دربارهٔ مادرم (انگلیسی: All About My Mom; کره‌ای: 부탁해요, 엄마) یک مجموعه تلویزیونی کره جنوبی سال ۲۰۱۵ با بازی یوجین و لی سانگ وو است. این مجموعه از ۱۵ اوت ۲۰۱۵ تا ۱۴ فوریه ۲۰۱۶، روزهای شنبه و یکشنبه ساعت ۱۹:۵۵ (کی‌اس‌تی) از کی‌بی‌اس۲ برای ۵۴ قسمت پخش شد.

## بازیگران

### اصلی
- یوجین در نقش لی جین ئه
- لی سانگ وو در نقش کانگ هون جه

### مکمل

#### خانواده لی جین ئه
- گو دو-شیم در نقش ایم سان اوک
- کیم کپ سو در نقش لی دونگ چول
- اوه مین سوک در نقش لی هیونگ کیو
- چوی ته-جون در نقش لی هیونگ سون

#### خانواده کانگ هون جه
- کیم می-سوک در نقش هوانگ یونگ سوم
- هوانگ جونگ مین در نقش یوم نان سوک

#### خانواده سون هه جو
- سون یو اون در نقش سون هه جو
- نام گی ئه در نقش هونگ یو جا
- گیل جونگ وو در نقش کیم سان